# Вудсајд Ист (Делавер)
Вудсајд Ист (енгл. Woodside East) насељено је место без административног статуса у америчкој савезној држави Делавер.

## Демографија
По попису из 2010. године број становника је 2.316, што је 142 (6,5%) становника више него 2000. године.
| Група             | 2000.         | 2010.         |
| Белци             | 1.423 (65,5%) | 1.434 (61,9%) |
| Афроамериканци    | 614 (28,2%)   | 641 (27,7%)   |
| Азијати           | 17 (0,8%)     | 22 (0,9%)     |
| Хиспаноамериканци | 52 (2,4%)     | 132 (5,7%)    |
| Укупно            | 2.174         | 2.316         |